# Laura Paolucci
Laura Paolucci (Pesaro, 16 ottobre 1968) è una produttrice cinematografica e sceneggiatrice italiana, candidata a tre David di Donatello.

## Biografia
Nata a Pesaro nel 1968, si è diplomata al liceo scientifico Alessandro Serpieri di Rimini e laureata presso l'Università di Bologna. Ha iniziato a lavorare come sceneggiatrice nel film Lupo mannaro nel 2000. Nel 2008, ha scritto la sceneggiatura di Caos calmo di Antonello Grimaldi, per il quale è stata candidata nel 2008 al David di Donatello per la migliore sceneggiatura. Dal 2018 al 2022, ha scritto e prodotto la serie televisiva L'amica geniale. Nel 2021, è stata candidata al David di Donatello per il miglior produttore per I predatori di Pietro Castellitto.

## Filmografia

### Produttrice

#### Cinema
- Primo amore, regia di Matteo Garrone (2004)
- Ogni volta che te ne vai, regia di Davide Cocchi (2004)
- Caos calmo, regia di Antonello Grimaldi (2008)
- Gomorra, regia di Matteo Garrone (2008)
- Il passato è una terra straniera, regia di Daniele Vicari (2008)
- La vita facile, regia di Lucio Pellegrini (2011)
- L'ultimo terrestre, regia di Gipi (2011)
- Black Block, regia di Carlo A. Bachschmidt (2011)
- Gli sfiorati, regia di Matteo Rovere (2011)
- Il paese delle spose infelici, regia di Pippo Mezzapesa (2011)
- La scoperta dell'alba, regia di Susanna Nicchiarelli (2012)
- Tutti contro tutti, regia di Rolando Ravello (2013)
- Mi rifaccio vivo, regia di Sergio Rubini (2013)
- Sole cuore amore, regia di Daniele Vicari (2016)
- La profezia dell'armadillo, regia di Emanuele Scaringi (2018)
- I predatori, regia di Pietro Castellitto (2020)
- The Matchmaker, regia di Benedetta Argentieri (2022)
- Pantafa, regia di Emanuele Scaringi (2022)
- I pionieri, regia di Luca Scivoletto (2022)
- Le mie poesie non cambieranno il mondo, regia di Annalena Benini e Francesco Piccolo (2023)

#### Televisione
- Gomorra - La serie - serie TV, 20 episodi (2014-2016)
- L'Oriana - miniserie TV (2015)
- L'amica geniale - serie TV, 24 episodi (2018-2022)
- Bangla - La serie - serie TV (2022)
- Una squadra - miniserie TV (2022)
- Fuochi d'artificio – serie TV (2025)

### Sceneggiatrice

#### Cinema
- Lupo mannaro, regia di Antonio Tibaldi (2000)
- Velocità massima, regia di Daniele Vicari (2002)
- L'orizzonte degli eventi, regia di Daniele Vicari (2005)
- Caos calmo, regia di Antonello Grimaldi (2008)
- La vita facile, regia di Lucio Pellegrini (2011)
- Gli sfiorati, regia di Matteo Rovere (2011)
- Diaz - Don't Clean Up This Blood, regia di Daniele Vicari (2012)
- Amori che non sanno stare al mondo, regia di Francesca Comencini (2017)
- Il colibrì, regia di Francesca Archibugi (2022)

#### Televisione
- Il commissario De Luca - serie TV, episodio 1x01 (2008)
- Limbo, regia di Lucio Pellegrini - film TV (2015)
- L'amica geniale - serie TV, 24 episodi (2018-2022)
- Luna nera - serie TV (2020)
- L'Alligatore - miniserie TV, episodio 1x01 (2020)
- La vita bugiarda degli adulti - serie TV, 6 episodi (2023)

## Riconoscimenti
- David di Donatello
  - 2008 - Candidatura alla migliore sceneggiatura per Caos calmo
  - 2021 - Candidatura al miglior produttore per I predatori
  - 2023 - Candidatura alla migliore sceneggiatura adattata per Il colibrì
- Nastro d'argento
  - 2012 - Candidatura alla migliore sceneggiatura per Diaz - Don't Clean Up This Blood